# アセットアロケーション
アセットアロケーション(資産配分) とは、投資家のリスク許容度、目標、時間軸に応じて、ポートフォリオ内の各資産の割合を調整することにより、リスクとリターンのバランスを取ろうとする投資戦略である。

## 説明
多くの金融専門家は、アセットアロケーションが運用資産全体の収益を決定する重要な要素と主張している。 アセットアロケーションは、異なる市場と経済情勢のもとにある、それぞれ異なるポートフォリオ内の資産は、その投資結果においても、それぞれ異なるという原則に基づいている。
アセットアロケーションの基本的な拠りどころは、異なる資産クラスは完全に相関がないリターンを提供するという概念である。したがって、ポートフォリオの多様化により、ポートフォリオ全体の期待収益の変動が抑えられるという点で、リスクは低減される。 資産の多様化は、「あなたが投資ゲームで見つける唯一のフリーランチ」と記載されている。 学術研究では、アセットアロケーションの重要性とアクティブ運用の課題を丹念に説明している。（下記の学術研究の項目を参照）
それぞれの資産が完全に正の相関関係でない限り、期待収益の変動リスクは減らされるが、典型的には過去のある期間にあった資産同士（全部または一部）の統計的関係（相関と分散）に基づいて予測される。期待リターンについても、多くの場合、同じように算出される。
アセットアロケーション（資産配分）に、現代ポートフォリオ理論（MPT）の伝統的な平均分散最適化アプローチを使用して将来のリターンやリスクを予測する場合、実際のところ、過去の履歴に基づいて予測している。過去の関係が今後も続くという保証はない、これはMPTから求めた伝統的なアセットアロケーション戦略の「弱い結びつき」の一つである。 他の、より微妙な弱点は「バタフライ効果」を含む事である。予測の際の一見小さなエラーが、非実用的 または(および)投資マンデートから著しく偏った資産配分を導きだす（しばしば、投資マネージャーのポートフォリオ配分に対する 筋道のたった「常識的」理解を妨げる）。 近年の学術文献や実用的な進歩は、適切なリサンプリング(再標本化)技術を開発することによって、古典的なMPTのこれらのロバスト性不足に対処しようとしている。具体例としてベイジアン・アプローチを採用している。この方法は、投資家にとって何かしら理にかなっていると考えるデータを（例えば、経済イベント、マクロ経済ニュースなど）確率分布として、投資家の事前の見通しへおり込める。そして、後から結果のデータを加えてその確率分布を更新しながら、異なる状態（株価の持続的な上昇や低迷など）からなる過去のデータに対して反映する事ができる。

## 資産クラス（アセットクラス）
資産クラスとは、共通/類似の法的な仕組みをもつ有価証券またはキャッシュ・フローを生成する契約/協定のグループである（例えば、多くの債券はリスクやリターンがそれぞれ異なっていても一つの資産クラスとして形成される。多くのヘッジファンドは一つのクラスとして扱われる、等）。また、しばしばリスク測度と期待収益のような財務特性を同様な値で共有している。 資産には多くのタイプがある。それらの資産には、アセットアロケーション戦略に含めても、含めなくてもよいものがある。

### 伝統的な資産
「伝統的な」資産クラスは株式、債券、および現金である。
- 株式： バリュー、高配当、グロース、セクター（または前述の2以上の"ブレンド"）。 大型、中型、小型、超小型。  国内、外国。 新興国市場、フロンティア市場。
- 債券（より一般的に確定利付証券）：投資適格、ジャンク（高利回り）。 政府、企業。 短期、中期、長期。国内、外国、新興市場。
- 現金及び現金同等物（例えば、預金口座、マネー・マーケット・ファンド(MMF))

上記 三つの配分は出発点を提供する。 通常、転換社債 及び優先株式などの複合金融商品は、債券や株式の混合物に含める 。

### 代替資産
考えられる他の代替資産は以下である。
- 商品(コモディティ)：  貴金属、非鉄金属、農作物、エネルギー、他
- 商業用または居住用不動産（REITを含む）
- 美術品、コイン、切手などの収集
- 保険商品（年金、生命保険の買取り、キャットボンド、個人生命保険、など）
- デリバティブ（ロング・ショートまたはマーケット・ニュートラル戦略、オプション、担保付社債、先物取引など）
- 外国通貨
- ベンチャーキャピタル
- 未公開株
- ディストレス証券

## 配分戦略
投資目標、リスク許容度、投資期間、多様化に基づいて、アセットアロケーション戦略には幾つかの種類がある。
- ストラテジック·アセットアロケーション(戦略的) - 長期投資の視点に基づき、予想されるリスクとリターンが最適なバランスになるような資産の構成比率にする。[8][9][10]
- タクティカル·アセットアロケーション(戦術的) - より積極的な取り組み方法。最も利益の可能性を示しているセクター株や個別の株式らをポートフォリオへ組み込もうと試みる。[11][12]
- コア·サテライト·アセットアロケーションは、多かれ少なかれ、上記の両方のハイブリッドである。[13]

## アセットアロケーション・ファンド
複数の資産クラスを保持しているファンドは、アセットアロケーション・ファンド呼ばれている。これには「バランスファンド」などの多くの種類が含まれている。

## 学術研究
1986年、ゲイリー・P・ブリンソン（Gary P. Brinson）, ランドルフ・フード（L. Randolph Hood）、 SEIのギルバート・L・ビーバウアー（Gilbert L. Beebower） (以下BHB)らは、1974年から1983年までにおける91の大型年金基金のアセットアロケーションに関する研究を発表した。 BHBらは、年金基金の、株式、債券、現金同等物の選択内容を、それぞれ対応する市場インデックスへ置き換えた。  その結果、四半期リターンでは、インデックス(ベンチマーク)へ置き換えたほうが、年金基金の実際の選択内容よりも高かった。 また、双方は線形相関で平均決定係数93.6%を測定した。  1991年の、ブリンソン、シンガー（Singer）、ビーバウアーらのフォローアップ研究では、平均決定係数91.5％を測定した。研究の結論としては以下を述べた。
- 個々の結果は大きく異なるものの、一般的には投資成績と投資行動の間に 正の相関関係を見つけることは困難だった。たとえば、ベンチマークよりも多いリターンは、アクティブ運用のレベルとは無関係のように見えた。
- マネージャーは債券と現金のベンチマークよりも、株式のベンチマークを上回ることが困難と思われた。年金基金のポートフォリオにおいて、より多くの利益貢献が債券と現金からあった。
- 資産配分についてのこれら過去の研究結果は、今後の投資判断、とくにリスクの取り方について役立つと思われる。

1997年に、ウィリアム・ヤンキー（William Jahnke）は「The Asset Allocation Hoax」（アセットアロケーションはまやかし、の意味）というタイトルの論文でBHBらの研究を批判し、このトピックについての議論を開始した。1986年のBHB研究に対して主に以下を主張した。
- BHB研究の基本的な問題は、ポートフォリオのリターンではなく、変動性（ボラティリティ）を説明する事にフォーカスしている点である。短期的な四半期ごとのリターンの変動性をみても、投資家が計画している投資期間全体における長期的なリターンを説明する事にはならない。複利の効果をノイズとして見逃してしまう。
- BHBは、四半期リターンの変動を分散を使って定義している。実際に、もっと適切な尺度になるのは、リターンと同じ測定単位になる標準偏差である。
- BHB研究では、どこにもコストについて述べられていない。実際には、多くの個人投資家にとって、コストがポートフォリオの成績における最も重要な決定因子であって、アセットアロケーションの方針、市場タイミング、銘柄選択ではない。
- BHBの分析では、暗黙的なアセットアロケーションの方針として、配分のウェイトを固定しておく点を、市場のタイミングや銘柄選択よりも重要としている。しかし、それは期待リターンが固定されている場合にのみに適用すべきである。実際には、株価収益、配当利回り、債券利回りらは、しばしば劇的に時間の経過とともに変化する。アセットアロケーション(資産配分)もそれらの変化にあわせた動的なプロセスとして見るべきである。

2005年にフードは以下を述べている。
- ポートフォリオのトータル・リターンについては、主なポイントとは見なさなかったので言及はしなかった。但し、論文内にデータとして実際のリターンがベンチマークに対し年間平均で1.1% 低い事を示している。毎年1.1%引いて計算していけば平均のトータル・リターンは導きだせる為、間接的には示せている。また、複利については、それ自体 関心を払うレベルになかった。
- リターンは管理手数料の総額だった。
- オリジナルの論文の内容は、アクティブ運用が重要ではないと示唆していない。ポートフォリオの管理を取り巻く目標や状況が変化したときは、当然 アセットアロケーションの方針も変更すべきである。

2000年にイボットソン(Ibbotson)とカプラン(Kaplan)は、BHBらの研究が、しばしば誤解され、その研究が意図した事ではない事に適用されていると指摘した。BHBらの研究はリターンの変動性について約90％説明するとしている。しかし、多くの人はBHBらの研究がリターン水準について説明しているものと誤解しているケースを述べた。彼らはリターン水準やファンド間の成績差も含めた アセットアロケーションに関する研究を発表した(アセットアロケーションの方針はパフォーマンスを40%、90%、100%のどれで説明するか？)。 研究に含まれている資産クラスは、大型米国株、小型米国株、非米国株、米国債券、現金の5つであった。イボットソンとカプランは、94の米国のバランス型投資信託および58の年金基金 対 それぞれの資産クラスに対応するインデックス（ベンチマーク)とで、10年のリターンを比較検討した。今回、適切にインデックスファンドの運用コストを調整した後において、実際に運用されたリターンはインデックスのリターンを再び上回ることができなかった。 また、毎月のリターンにおいて、インデックスと実際の運用（バランス型投資信託）との比較では、線形相関で平均決定係数81.4％を測定した。
結論として以下を述べた。
- アセットアロケーションは、年金基金のリターンの時系列変動について約90%を説明した（ファンドのベンチマークの方針は、そのファンドの浮き沈みを 約90％ 説明している）。
- 各ファンド間のリターンの違いは 40％だけ説明した (2つのファンド間の方針の違いは、彼らの成績の差について 約40％だけ説明している）。
- 各ファンドのリターン水準は ほぼ100％説明した(ファンドの実際のリターンとポリシー・ベンチマーク・リターンの比率。約100%になる理由は、平均化すると研究に含まれているファンドが、ほぼ市場平均、ベンチマークそのものになる為と考察した）。

Meir Statmanは(2000年)、BHBらの決定係数93.6%について、タクティカル（戦術的）アセットアロケーション（TAA）よりも、ストラテジック（戦略的）アセットアロケーション（SAA）の方が重要とする値、と誤って解釈するケースがあると述べた。決定係数93.6%について、同じパラメータを使用した上で、もしマネージャーがTAA（戦術的）の要件を完全に予見すると仮定した場合、どうなるかを示した。その結果、ベンチマークに対する成績は年間-1.1%から+8.1%へ改善した。また、決定係数は89.4%で余り変わらなかった。もし決定係数89.4%がSAA（戦略）分を示す割合で、残り10.6%がTAA（戦術）分とすると、完全予見のTAAだけで年間8.1%もの成績が良くなった理由は説明できない。Statmanは、決定係数でSAAとTAAの重要さの比較はできず双方 異なる手法として重要と述べた。また、SAA（戦略的）は効率的フロンティアに沿った動きであるのに対し、TAA（戦術的）は効率的フロンティアの移動を伴うと述べた。
Bekkers、Doeswijk、Lam（2009年、2012年）らは、10個の異なる投資カテゴリーを区別し、ポートフォリオの分散効果を調査した。その際、市場ポートフォリオのアプローチだけでなく平均分散分析も用い、それらの結果を組合わせて考察した（主に米国のデータにフォーカスした。投資カテゴリーは、プライベート・エクイティ、不動産、ヘッジファンド、コモディティ(商品)、ハイイールド債、クレジット、インフレ連動債の7つと、伝統的な資産クラスの株式、国債、現金の３つ）。 その結果、不動産、コモディティ、ハイイールド債を、伝統的な資産構成（株式、国債、現金）に追加する事で、最も価値の向上が見込まれるとしている。このような広い範囲のアセットクラスを扱いつつ、グローバルな市場ポートフォリオの評価をし、また資本市場の予想をたててから平均分散分析をしたような研究は、これ以前には行われていないと述べた。
Doeswijk、Lam、Swinkels（2013）らは、市場ポートフォリオに、ストラテジック(戦略的)･アセットアロケーションのための重要な情報が含まれていると主張した。 市場ポートフォリオは、それがベンチマークとしての役割を果たす事、また全ての投資可能な資産の相対的な価値を示している事から、ポートフォリオ構築の為の出発点として使用することができるとした。著者らは、グローバルな市場ポートフォリオを推定する為に、8つの資産クラスの時価総額を推定した(株式、プライベート・エクイティ、不動産、ハイイールド債、エマージング市場債券、投資適格クレジット、国債、インフレ連動債)。主な資産カテゴリーの株式、不動産、非政府債、国債は1959年から2012年まで、その他は1990年から2012年までのデータを用いた。
Doeswijk、Lam and Swinkels(2017) らはグローバル市場ポートフォリオが1960年から2015年にかけて11.6％の標準偏差で4.38％のリターンを実現した事を示している。1960年から1979年までのインフレ時では、グローバル市場ポートフォリオの実質的なリターンは2.27％であり、1980年から2015年のディスインフレーション時には5.57％であった。平均的な投資家の報酬は貯蓄者に対し3.24％上回った。

### パフォーマンス指標
パフォーマンス指標を扱った学術文献は発展途中にある。アセットアロケーション（資産配分）を決定する上で、効果と質の判断に有用なパフォーマンス指標は開発中である。 特に その文献ではミューチュアル・ファンドのパフォーマンスを（米国だけではなく）研究している。 具体的には、エルトン、グルーバー、ブラウン、およびGoetzmann（2014年）らの第26章には、得られた主な結果の構造化されたレビューが含まれている。  また、幾つかの研究では、最もコストの低い四分位数（約1/4）のファンドが最高のパフォーマンスで、最もコストが高い四分位数のファンドが最悪のパフォーマンスの傾向があるとの結果が報告されている。

## リターン対リスクのトレードオフ関係
アセットアロケーションの計画では、自分のポートフォリオにおける債券 対 株式の量は非常に重要な決定である。  弱気市場の可能性を考慮することなく、安易に株式を購入していくことは、後日パニック売りになりうる。 資金を市場に投資してから実際の弱気相場を経験するまで、その人の真のリスク許容度を測るのは難しい事がありうる。適切なバランスを見つけることが鍵となる。
| 2000年-2002年 米国 ベアマーケット(弱気市場） インフレ調整後の累積リターン | 2000年-2002年 米国 ベアマーケット(弱気市場） インフレ調整後の累積リターン |
| ------------------------------------------------------------------------- | ------------------------------------------------------------------------- |
| 80% 株式 / 20% 債券                                                       | −34.35%                                                                   |
| 70% 株式 / 30% 債券                                                       | −25.81%                                                                   |
| 60% 株式 / 40% 債券                                                       | −19.99%                                                                   |
| 50% 株式 / 50% 債券                                                       | −13.87%                                                                   |
| 40% 株式 / 60% 債券                                                       | −7.46%                                                                    |
| 30% 株式 / 70% 債券                                                       | −0.74%                                                                    |
| 20% 株式 / 80% 債券                                                       | +6.29%                                                                    |

| 下記 条件における インフレ調整後 10年間の累積リターン （株式リターン8％/年、債券リターン4.5％/年、インフレ率3％/年) | 下記 条件における インフレ調整後 10年間の累積リターン （株式リターン8％/年、債券リターン4.5％/年、インフレ率3％/年) |
| --- | --- |
| 80% 株式 / 20% 債券                                                                                                 | 52% |
| 70% 株式 / 30% 債券                                                                                                 | 47% |
| 60% 株式 / 40% 債券                                                                                                 | 42% |
| 50% 株式 / 50% 債券                                                                                                 | 38% |
| 40% 株式 / 60% 債券                                                                                                 | 33% |
| 30% 株式 / 70% 債券                                                                                                 | 29% |
| 20% 株式 / 80% 債券                                                                                                 | 24% |

表はアセットアロケーション(資産配分)が なぜ重要なのかを示している。 投資家は将来のリターンだけでなく、ベア・マーケット（弱気市場）における負担も考えるべきである。

## アセットアロケーションの問題
アセットアロケーションが うまく機能しない様々な理由がある。
- 素人の投資家にとって、アセットアロケーション(資産配分)の原理は自分には理解できないように思えるので、それを使わない。これはおそらく、ほとんどの状況にあてはまる。
- 投資家はアセットアロケーションには同意する。しかし、幾らかの良いリターンの後、本当であれば もっと多くのリスクを望んでいたと判断する。
- 投資家はアセットアロケーションには同意する。しかし、幾らかの悪いリターンの後、本当であれば もっと少ないリスクを望んでいたと判断する。
- 投資家のリスク許容度は、内省的な技術によってさえ、事前に見積もったり評価することは困難である。[28]
- 資産クラス内の証券の選択は、必ずしも資産クラスと同等のリスク·プロファイルを生成しない。
- アセットクラスの長期的な挙動は、短期的な挙動を保証するものではない。